# 伊藤佐喜雄
伊藤 佐喜雄（いとう さきお、1910年8月3日 - 1971年10月17日）は、日本の作家。

## 略歴
島根県津和野生まれ。女優の伊沢蘭奢の子。漢方胃腸薬「一等丸」で知られる、島根県津和野の薬屋「伊藤博石堂」の長男として生まれる。大阪高等学校中退。在学中に文芸評論家の保田與重郎を知り師事、『日本浪曼派』、『コギト』の同人となる。
1936年第二回「芥川賞」に「面影」と「花の宴」の2作が候補となる。1943年「花の鼓笛」で第8回池谷信三郎賞を受賞。
戦後は少女小説や、偕成社の児童向け名作文庫の再話、偉人伝などを執筆した。

## 著書
- 『花の宴』（ぐろりあ・そさえて） 1939、角川文庫 1955
- 『美しき名を呼ぶ』（天理時報社、伊藤佐喜雄小説集） 1942
- 『春の鼓笛』（鬼沢書店） 1942
- 『不知火日記』（富士書店、文藝世紀叢書) 1942
- 『北条時宗』（淡海堂出版、日本少年歴史文学選)  1943
- 『生ける験あり』（鬼沢書店） 1943
- 『森鷗外』（大日本雄弁会講談社） 1944
- 『藤娘』（富国出版社） 1947
- 『蘇生』（南風書房） 1948
- 『藤村』（惇信堂、新選詩人叢書)  1948
- 『涙のアルバム』（偕成社） 1949
- 『姉妹星』（偕成社） 1949
- 『乙女航路』（偕成社） 1950
- 『たそがれの聖歌』（偕成社） 1950
- 『友よ誓わん』（偕成社） 1950
- 『島崎藤村 情熱の文豪』（偕成社、偉人物語文庫) 1951
- 『森鴎外 明治文化の先駆』（偕成社、偉人物語文庫) 1951
- 『与謝野晶子 歌壇の明星』（偕成社、偉人物語文庫) 1952
- 『岡倉天心 東洋の先覚者』（偕成社、偉人物語文庫) 1953
- 『北原白秋 童心の詩人』（偕成社、偉人物語文庫) 1955
- 『アンデルセン 世界中で愛されている童話の王さま』（偕成社、児童伝記全集)  1957
- 『ベートーベン』（偕成社、児童伝記全集) 1958
- 『宮沢賢治 童話の名作をかいた農村の指導者』（偕成社、児童伝記全集) 1958
- 『石川啄木』（偕成社、児童伝記全集） 1959
- 『ミレー』（偕成社、児童伝記全集) 1959
- 『日本浪曼派』（潮出版社、潮新書） 1971
- 『悲しき舞姫 戦乱の世を生きた万寿姫の物語』（偕成社、少女小説シリーズ)  1972
- 『あわれ天平の少女』（偕成社、少女小説シリーズ)  1972
- 『面影』（潮出版社） 1972

## 再話
- 『二都物語』（ディケンズ、偕成社、世界名作文庫） 1950
- 『保元・平治物語』（同和春秋社、日本名作物語)  1951
- 『風と共に去りぬ』（ミッチェル、偕成社、世界名作文庫) 1953
- 『にんじん』（ルナール、偕成社、世界名作文庫) 1954
- 『太閤記』（福村書店、少年少女のための国民文学)  1957
- 『八犬伝』（曲亭馬琴、講談社、少年少女日本名作物語全集） 1958
- 『エレン物語』（ウェザレル、偕成社、世界少女名作全集） 1958
- 『バレエ物語』（偕成社、世界少女名作全集） 1959
- 『若草物語』（オルコット、偕成社、世界少女名作全集） 1959
- 『即興詩人』（アンデルセン、偕成社、少女世界文学全集） 1960
- 『ああ無情』（ユゴー、偕成社、児童世界文学全集)  1961
- 『アルプスの少女』（ヨハンナ・スピリ、偕成社、世界少女名作全集)  1961
- 『若きウェルテルの悩み・ファウスト』（ゲーテ、偕成社、少女世界文学全集） 1963
- 『まぼろしの女』（ウィリアム・アイリッシュ、金の星社、少女世界推理名作選集） 1964
- 『罪と罰』（ドストエフスキイ、中村白葉共訳、金の星社、ジュニア版世界の文学)  1966
- 『戦争と平和』（トルストイ、中村白葉共訳、金の星社、ジュニア版世界の文学） 1967
- 『女の一生』（モーパッサン、偕成社、少女世界文学全集） 1968
- 『小公子』（バーネット、金の星社、こども世界の名作） 1972